# Route nationale 35
Die Route nationale 35, kurz N 35 oder RN 35, war eine französische Nationalstraße.
Die Straßennummer wurde 1824 in das Nationalstraßennetz aufgenommen. Sie geht auf die Route impériale 40 zurück. Ihre Gesamtlänge betrug 117 Kilometer.
Bis zum Jahr 1973 führte die Strecke von Compiègne bis Abbeville und stellte somit eine Verbindungsstraße zwischen diesen Städten dar.
1973 wurden der Streckenverlauf zu unterschiedlichen Straßen umgewidmet:
Der Abschnitt von Yzeux bis Abbeville wurde von der Nationalstraße N1 übernommen, da diese auf eine über Amiens führende Strecke verlegt wurde. Der Abschnitt zwischen Amiens und Yzeux wurde daraufhin zur Nationalstraße N235 umgewidmet. Die N29 übernahm den Abschnitt zwischen Amiens und Longueau. Zusätzlich wurde die restliche Strecke im selben Jahr herabgestuft.
Bis 2006 wurde die Straßennummer auf einer Strecke zwischen Saint-Dizier und Verdun verwendet. Dort hatte sie ab 1978 einen Teilabschnitt der Nationalstraße N401 sowie die Voie Sacrée übernommen:
- N 401 Saint-Dizier - Bar-le-Duc
- N VS Bar-le-Duc - Verdun

## N 35a
Die N 35A war eine französische Nationalstraße.
Die Straße diente als Umgehungsstraße der an der Nationalstraße N35 zwischen Amiens und Yzeux liegenden Ortschaften. In Amiens geht sie auf die Rocade d’Amiens über.
Die Nationalstraße wurde im Jahr 1973 komplett von der Nationalstraße N1 übernommen.

## N235
Die N235 war zwischen 1978 und 2006 die Nachfolgenummerierung der N35 auf dem Abschnitt zwischen Amiens und Yzeux.